# Septième Ciel (album des Fatals Picards)
Pour les articles homonymes, voir Septième ciel.
Albums de Les Fatals Picards
Fatals s/Scène Fatals Picards Country Club
Septième ciel est le septième album studio du groupe de punk/pop/rock français Les Fatals Picards, paru le 14 octobre 2013.

## Liste des titres de l'album
| No  | Titre                              | Durée |
| --- | ---------------------------------- | ----- |
| 1.  | Atomic Twist                       |       |
| 2.  | Gros con                           |       |
| 3.  | Punks au Liechtenstein             |       |
| 4.  | De l'amour à revendre              |       |
| 5.  | Manouches                          |       |
| 6.  | Robert                             |       |
| 7.  | Ernestine                          |       |
| 8.  | P.P.D.E. (Petit poisson d'élevage) |       |
| 9.  | Hortense                           |       |
| 10. | Sans contrefaçon                   |       |
| 11. | Pogo d'amour                       |       |
| 12. | Le Dimanche au soleil              |       |